# Кобзар Юрій Іванович
Ю́рій Іва́нович Кобза́р (нар. 2 жовтня 1952, Цюрупинськ, Херсонська область) — український футзальний тренер. Багаторічний наставник команди «Універ-Харків», на чолі якої він двічі вигравав Кубок Ліги.

## Біографія
В 1970 році вступив в Харківський авіаційний інститут, де на студентському рівні грав у футбол. В 1976 році закінчив навчання і почав працювати на харківському заводі електроапаратури за спеціальністю «системи управління літальними апаратами», продовжуючи займатися футболом на любительському рівні. Згодом почав грати в міні-футбол. В 1990 році як гравець брав участь у всерадянському турнірі з міні-футболу серед виробничих колективів «Честь марки», де разом із заводською командою посів 4-те місце. Також брав участь у Євро-азіатській міні-футбольній лізі.
Пізніше команда харківського заводу електроапаратури «Ехо» отримала професійний статус, а Юрій Кобзар був призначений її головним тренером. З сезону 1993/94 «Ехо» почав виступати у Першій лізі чемпіонату України. У наступному сезоні команда зайняла третє місце і перейшла у Вищу лігу. Кобзар тренував команду до середини сезону 2004/2005, після чого був звільнений. Під його керівництвом команда стабільно трималася в когорті «середняків» чемпіонату, зайнявши найвище 4-те місце у сезоні 2003/04. Також було виграно два Кубка Ліги в 2003 та 2004 рр. За цей період Юрій Кобзар виховав велику кількість гравців, які в подальшому грали у збірній України, таких як Сергій Якунін, Денис Овсянніков, Олександр Хурсов, Олександр Кондратюк, Валерій Замятін, Артем Ковальов, Дмитро Бондар.
Після невеликої перерви у тренерській діяльності Кобзаря покликали у львівську «Енергію», де в першому ж сезоні було поставлено завдання виграти чемпіонат. Завдання було виконано і в сезоні 2007/08 команда вперше стартувала у Кубку УЄФА, де дійшла до стадії Елітного раунду, а в чемпіонаті було завойовано «срібло». Під час зимової паузи сезону 2009/10 Кобзар подав у відставку з поста головного тренера «Енергії» і очолив «Єнакієвець», який привів до «бронзових» нагород. В наступному сезоні команда дійшла до фіналу Кубка України та посіла 6-те місцеу чемпіонаті, а у Юрія Кобзаря завершився контракт і він залишив клуб.
Наразі Юрій Кобзар працює тренером в декількох любительських клубах Харкова, які грають в аматорському турнірі Кубок ФК «Універ», а також працює в його структурі.
2001 року юніорська збірна України під керівництвом Кобзаря виграла срібну медаль на міжнародному турнірі «Петербурзька осінь». В 2010 році, після того, як Геннадій Лисенчук залишив збірну, Юрій Кобзар розглядався як один з можливих кандидатів на посаду головного тренера збірної. На початку 2013 року увійшов до Тренерської ради Асоціації міні-футболу України.

## Титули та досягнення
- Чемпіон України: 2007
- Срібний призер чемпіонату України: 2008
- Бронзовий призер чемпіонату України: 2009
- Фіналіст Кубку України (2): 2003, 2010
- Володар Кубку Ліги: 2003, 2004
- Переможець турніру «Dina Open Cup» (Москва): 2007
- Переможець турніру «Кубку визволення» (Харків): 1999
- Бронзовий призер турніру «Кубку визволення» (Харків): 1997

### Міжнародні
Юніорська збірна України
- Срібний призер турніру «Петербурзька осінь»: 2001